# Belinci
Belinci (bułg. Белинци) – wieś w Bułgarii, w obwodzie Razgrad, w gminie Isperich. W 2023 roku liczyła 439 mieszkańców.